# Cheshmeh-ye Bagh
Cheshmeh-ye Bagh (en persan : چشمه باغ romanisé en Cheshmeh-ye Bāgh) est un village de la province de Kermanshah en Iran. Lors du recensement de 2006, sa population était de 280 habitants répartis dans 64 familles.